# IC 290
IC 290 је спирална галаксија у сазвјежђу Персеј која се налази на листи објеката дубоког неба у Индекс каталогу.
Деклинација објекта је + 40° 58' 30" а ректасцензија 3h 9m 42,8s. Привидна величина (магнитуда) објекта IC 290 износи 14,8 а фотографска магнитуда 15,6. IC 290 је још познат и под ознакама IC 1884, UGC 2561, CGCG 540-47, PGC 11817.